# Höhe (Geodäsie)
Als Höhe wird in der Geodäsie der lotrechte Abstand eines bestimmten Punktes von einer Referenzfläche bezeichnet. Befindet sich dieser Punkt an der Erd- bzw. Geländeoberfläche, spricht man auch von der Geländehöhe oder der geographischen Höhe. Mit der Höhe als dritter Koordinate – neben der geographischen Breite und Länge bzw. dem Rechts- und Hochwert eines kartesischen Koordinatensystems – kann die Lage eines jeden Punktes an, über oder unter der Erdoberfläche eindeutig beschrieben werden.

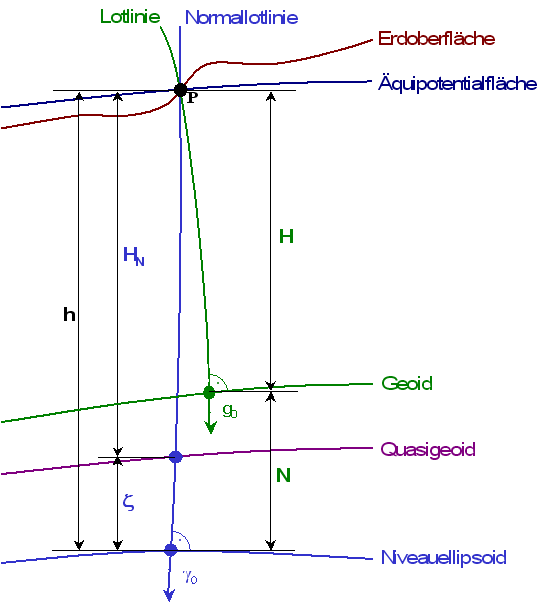
Die wichtigsten Höhendefinitionen:
● ellipsoidische Höhe h
● Normalhöhe H_{N}
● orthometrische Höhe H

Als Höhenreferenzfläche im Sinne der höheren Geodäsie können verschiedene geometrische Figuren dienen, mit denen die Erdoberfläche modelliert werden kann. Beispiele sind das Geoid, ein Quasigeoid oder ein national gültiges, dem jeweiligen Land angepasstes Referenzellipsoid. Als Nullniveau einer solchen Bezugsfläche wurde meist jener mittlere Meeresspiegel festgelegt, der sich aus langjährigen Pegelmessungen einer geeigneten Küstenstation ergab. Je nach Land oder Anwendung werden unterschiedliche Höhendefinitionen und unterschiedliche Nullniveaus verwendet (siehe Höhe über dem Meeresspiegel).

## Höhendefinitionen
Im Allgemeinen wird erwartet, dass
1. eine Höhe eine geometrische Größe ist und in Längeneinheiten gemessen wird und
2. zwischen Punkten gleicher Höhe kein Wasser fließt.

Höhen können durch die unterschiedliche Schwerkraft am Äquator und an den Polen aber nicht gleichzeitig geometrisch korrekt (1.)  und physikalisch korrekt (2.)  sein.
Um Punkt 2. zu erfüllen, müssen Punkte das gleiche Schwerepotential aufweisen und somit auf einer Äquipotentialfläche der Schwere liegen. Nur ist die Schwerkraft an den Polen 1/189 stärker als am Äquator, so dass diese an den Polen um 1/189 enger zusammen liegen.
Daher werden einige rein geometrisch bzw. physikalisch definierte Höhen verwendet:
1. ellipsoidische Höhen (GPS-Höhen) als rein geometrische definierte Höhen, ausgedrückt in einer Längeneinheit,
2. geopotentielle Koten als rein physikalische Höhen, die Differenz zweier Schwerepotentiale.

Beim Nivellement erhält man abweichende Höhendifferenzen, wenn man entlang verschiedener Wege nivelliert. Grund für diesen sogenannten theoretischen Schleifenschlussfehler ist, dass die Höhenübertragung entlang der nicht parallelen Äquipotentialflächen erfolgt, die Differenzen aber in Metern gemessen werden. Um die Widersprüche zu beseitigen, ist für ausgedehnte Gebiete mit größeren Höhendifferenzen eine Berücksichtigung des Schwerefeldes notwendig. Für die Praxis sind verschiedene metrische Höhensysteme, die die Schwere berücksichtigen, entwickelt worden:
- Normal-orthometrische bzw. normal-sphäroidische Höhen
- Normalhöhen
- Orthometrische Höhen.

Zwischen den Höhensystemen bestehen merkliche Unterschiede, die im Hochgebirge Größenordnungen von Zentimetern bis Dezimetern pro Kilometer erreichen können. Die Unregelmäßigkeiten im Erdschwerefeld wurden seit Ende des 19. Jahrhunderts unter den Begriffen Lotabweichung bzw. Schwereanomalie und Geoid erforscht und heute ausreichend genau messtechnisch erfasst.

### Ellipsoidische Höhen
Geometrisch definierte Höhen werden heute als ellipsoidische Höhe h bezeichnet. Sie geben den Abstand eines Punktes von einem geodynamisch definierten Referenzellipsoid entlang der Ellipsoidnormalen an. Zwei Punkte gleicher ellipsoidischer Höhe liegen jedoch nicht auf derselben Äquipotentialfläche, so dass zwischen ihnen Wasser fließen kann.
Ellipsoidische Höhen können direkt mittels GPS bestimmt werden. Eine einfache Umrechnung von nivellierten in ellipsoidische Höhen ohne Kenntnis der Schwerestörungen ist nicht möglich. Alternativ können ellipsoidische Höhen durch Anlegen eines Raumpolygonzuges bestimmt werden.

### Geopotentielle Koten
Eine geopotentielle Kote C ist die negative Schwerepotentialdifferenz eines Oberflächenpunktes der Erde zum Geoid. Punkte mit einer gleichen geopotentiellen Kote bilden eine Äquipotentialfläche.
{\displaystyle C=W_{0}-W_{P}=-\int _{P_{0}}^{P}{\vec {g}}\ \mathrm {d} {\vec {s}}}
Da es sich um eine Schwerepotentialdifferenz handelt, ist die SI-Einheit Joule pro Kilogramm (J/kg) bzw. (m²/s²).
Zum Teil werden auch geopotential units (gpu) als Einheit verwendet (1 gpu = 10 J/kg).
Früher wurden geopotentielle Koten auch in der Einheit geopotentieller Meter (gpm)  und davon abgeleitet geopotentieller Dekameter (gpdm) angegeben. 1 gpm = 10 gpdm entspricht 9,80665 J/kg. Der Betrag entspricht dem der dynamischen Höhe.
Geopotentielle Koten können aus nivellierten Höhenunterschieden {\displaystyle \Delta n} und Schweremessungen {\displaystyle g} bestimmt werden.
{\displaystyle \Delta C=\int _{1}^{2}g\ \mathrm {d} n}
bzw.
{\displaystyle \Delta C=\sum _{i}g_{i}\cdot \Delta n_{i}}

### Dynamische Höhen
Dynamische Höhen HDyn werden aus den Geopotentiellen Koten in der Regel mit der Normalschwere auf Meeresniveau bei 45° Breite {\displaystyle \gamma _{0}^{45}} in die Dimension Meter umgerechnet. Sie drücken den Abstand aus, den die Äquipotentialflächen bei {\displaystyle \gamma _{0}^{45}} hätten. Der tatsächliche (metrische) Abstand variiert allerdings aufgrund der geringeren Schwerebeschleunigung am Äquator gegenüber den Polen um etwa {\displaystyle 5/1000}.
{\displaystyle H_{\text{Dyn}}={\frac {C}{\gamma _{0}^{45}}}} mit {\displaystyle \gamma _{0}^{45}=9{,}80665\,\mathrm {\frac {m}{s^{2}}} }
Dynamische Höhen sind wegen der großen dynamischen Korrektionen für die geodätische Praxis unbrauchbar. Sie ergeben sich aber direkt durch eine Umskalierung der geopotentiellen Kote. Bedeutung haben sie in der synoptischen Meteorologie und Atmosphärenforschung (Hauptdruckflächen).

### Orthometrische Höhen
Die orthometrische Höhe H resultiert aus dem Abstand entlang der gekrümmten Lotlinie zwischen einem Punkt auf der Erdoberfläche und dem Geoid. Die geopotentiellen Knoten werden mit der mittleren Schwerebeschleunigung {\displaystyle {\bar {g}}} entlang der Lotlinie umgerechnet. Die Schwere kann im Erdinneren nicht gemessen werden, so dass sie nur durch Aufstellen einer Hypothese über die Masseverteilung berechnet werden kann. Orthometrische Höhen sind somit hypothesenbehaftet. Punkte gleicher orthometrischer Höhe liegen in der Regel nicht auf der gleichen Niveaufläche.
{\displaystyle H={\frac {C}{\bar {g}}}} mit {\displaystyle {\bar {g}}={\frac {1}{H}}\int _{0}^{H}g\ \mathrm {d} H}
Die Abweichung zwischen der ellipsoidischen und der orthometrischen Höhe wird Geoidundulation {\displaystyle N} genannt. Sie beträgt global bis zu 100 m, innerhalb der Schweiz z. B. maximal 5 m.
{\displaystyle N=h-H}

### Normalhöhen

Normalhöhe, Quasigeoid und Höhenanomalie

Normalhöhen {\displaystyle H_{N}} beschreiben den Abstand eines Punktes entlang der leicht gekrümmten normalen Lotlinie (vgl. oberste Abb.) vom Quasigeoid. Sie wurden von dem sowjetischen Geophysiker Michail Sergejewitsch Molodenski entwickelt und sind – anders als orthometrische Höhen – hypothesenfrei bestimmbar:
{\displaystyle H_{N}={\frac {C}{\bar {\gamma }}}}
Dabei wird für die Umrechnung der geopotentiellen Koten die mittlere Normalschwere {\displaystyle {\bar {\gamma }}} benutzt:
{\displaystyle {\bar {\gamma }}={\frac {1}{H_{N}}}\int _{0}^{H_{N}}\gamma \,\mathrm {d} {H_{N}}}
Die Abweichung zwischen der ellipsoidischen Höhe und der Normalhöhe wird Höhenanomalie oder Quasigeoidhöhe {\displaystyle \zeta } genannt und beträgt in Deutschland zwischen 36 und 50 m:
{\displaystyle \zeta =h_{e}-H_{N}}
Orthometrische und Normalhöhen unterscheiden sich wegen der Abweichung der tatsächlichen Schwere {\displaystyle {\bar {g}}} von der Normalschwere {\displaystyle {\bar {\gamma }}}. Die Unterschiede können im Hochgebirge bis zu einem Meter oder mehr betragen, im Flachland liegen sie oft nur im Millimeterbereich; in den alten Bundesländern betragen sie −5 bis +4 cm.

### Normal-orthometrische Höhen
Liegen keine Schweremessungen vor, kann die Schwerekorrektur der beobachteten Höhenunterschiede nur mit der Normalschwere durchgeführt werden. Die abgeleiteten Höhen nennt man dann normal-orthometrische Höhen oder sphäroidisch-orthometrische Höhen HSph. Die Abweichungen zu Normalhöhen fallen gering aus, da sich die Korrekturen nur wegen des kleinen Anteils des Oberflächenfreiluftgradienten unterscheiden.
{\displaystyle H_{\text{Sph}}={\frac {C^{*}}{\bar {\gamma }}}} mit {\displaystyle C^{*}=\int _{0}^{1}\gamma \ \mathrm {d} n}

## Korrektionen
Die eigentliche Messgröße der Höhenmessung sind keine Höhen über dem Meeresspiegel, sondern Höhenunterschiede {\displaystyle \Delta H}. Diese werden in der Landesvermessung üblicherweise durch Nivellement bestimmt. Um die gemessenen Höhenunterschiede {\displaystyle dn} in eine der Höhendefinitionen umzurechnen, sind Korrektionen {\displaystyle E} anzubringen.
{\displaystyle \Delta H_{12}=H_{2}-H_{1}=\int _{1}^{2}\ \mathrm {d} n+E_{12}}

### Dynamische Korrektion
Durch dynamische Korrektion lassen sich die nivellierten Höhenunterschiede in dynamische Höhenunterschiede umrechnen.
{\displaystyle E_{12}=\int _{1}^{2}{\frac {g-\gamma _{0}^{45}}{\gamma _{0}^{45}}}\ \mathrm {d} n}

### Orthometrische Korrektion
Bei der orthometrischen Korrektion kommen zum streng bestimmbaren dynamischen Anteil zwei hypothesenbehaftete ortsabhänge Anteile.
{\displaystyle E_{12}=\int _{1}^{2}{\frac {g-\gamma _{0}^{45}}{\gamma _{0}^{45}}}\ \mathrm {d} n+{\frac {{\bar {g}}_{1}-\gamma _{0}^{45}}{\gamma _{0}^{45}}}H_{1}-{\frac {{\bar {g}}_{2}-\gamma _{0}^{45}}{\gamma _{0}^{45}}}H_{2}}
Unter der Annahme der mittleren Erdkrustendichte von 2,67 g/cm³ gilt für die mittlere Schwere {\displaystyle {\bar {g}}}:
{\displaystyle {\bar {g}}=g+0{,}424\cdot 10^{-6}\,\mathrm {s} ^{-2}\,H}

### Normale Korrektion
Analog dazu können mit der normalen Korrektion Normalhöhenunterschiede berechnet werden. Hier werden anstelle der mittleren Schweren {\displaystyle {\bar {g}}} die hypothesefreien mittleren Normalschweren {\displaystyle {\bar {\gamma }}} verwendet.
{\displaystyle E_{12}=\int _{1}^{2}{\frac {g-\gamma _{0}^{45}}{\gamma _{0}^{45}}}\ \mathrm {d} n+{\frac {{\bar {\gamma }}_{1}-\gamma _{0}^{45}}{\gamma _{0}^{45}}}H_{1}-{\frac {{\bar {\gamma }}_{2}-\gamma _{0}^{45}}{\gamma _{0}^{45}}}H_{2}}

### Normal-orthometrische Korrektion
Bei der normal-orthometrischen Korrektion wird anstelle der gemessenen Schwere {\displaystyle g} die Normalschwere {\displaystyle \gamma } zur dynamischen Korrektion benutzt.
{\displaystyle E_{12}=\int _{1}^{2}{\frac {\gamma -\gamma _{0}^{45}}{\gamma _{0}^{45}}}\ \mathrm {d} n+{\frac {{\bar {\gamma }}_{1}-\gamma _{0}^{45}}{\gamma _{0}^{45}}}H_{1}-{\frac {{\bar {\gamma }}_{2}-\gamma _{0}^{45}}{\gamma _{0}^{45}}}H_{2}}

## Übersicht
| Name der Definition → Eigenschaft ↓                    | Geopotentielle Kote    | Dynamische Höhe | Orthometrische Höhe | Normal- höhe                | Normal-ortho- metrische Höhe | Nivellierte Höhe | Ellipsoidische Höhe |
| ------------------------------------------------------ | ---------------------- | --------------- | ------------------- | --------------------------- | ---------------------------- | ---------------- | ------------------- |
| Kürzel                                                 | C                      | HDyn            | H                   | HN                          | HSph                         |                  | h                   |
| Einheit                                                | m²/s² = J/kg = 0,1 gpu | m Anm. 1        | m                   | m                           | m                            | m                | m                   |
| Bezugsfläche                                           | Geoid                  | Geoid           | Geoid               | Quasigeoid                  |                              |                  | Referenzellipsoid   |
| Bestimmung                                             | Nivellement            | Nivellement     | Nivellement         | Nivellement                 | Nivellement                  | Nivellement      | GPS / Raumpolygon   |
| Messung der lokalen Erdbeschleunigung notwendig?       | ja                     | ja              | ja                  | ja                          | nein                         | nein             | nein                |
| Annahmen zur Dichteverteilung im Erdinneren notwendig? | nein                   | nein            | ja                  | nein                        | nein                         | nein             | nein                |
| Nivellementschleifenschlussfehler                      | nein                   | nein            | nein                | nein auf der Oberfläche     | ja (-)                       | ja (--)          |                     |
| Äquipotentialflächen                                   | alle Höhen             | alle Höhen      | bei Höhe 0          | keine (genähert bei Höhe 0) | keine (-)                    | keine (--)       | keine (---)         |

Roter Text: Nachteilige Eigenschaft der jeweiligen Höhendefinition. "(-), (--), (---)": Stärke der Nachteile.
Grüner Text: Vorteilhafte Eigenschaft der jeweiligen Höhendefinition.